# Liste der Patriarchen von Aquileia
Die folgenden Personen waren Bischöfe, Erzbischöfe beziehungsweise Patriarchen des Patriarchats Aquileia:

## Bischöfe von Aquileia
- Hilarius von Pannonien ca. 276–285
- Chrysogonus I. ca. 286–295
- Chrysogonus II. ca. 295–308
- Theodor ca. 308–319
- Agapitus ca. 319–332
- Benedictus ca. ab 332
- Fortunatianus ca. 343–355

## Erzbischöfe von Aquileia
- Valerianus 369–388
- Chromatius 388–407
- Augustinus 407–434
- Adelphus 434–442
- Maximus I. 442–444
- Januarius 444–447
- Secundus 451–452
- Nicetas 454–485
- Marcellianus 485–500
- Marcellinus 500–513
- Stephanus I. ab 515
- Macedonius 541/547 – 551 / vor Februar 559

## Patriarchen von Aquileia
- Paulus I. 557–569 (ab 568 Residenz in Grado)
- Probinus 569–570
- Helias 571–586
- Severus 586–606
- Candidianus ab 606 (kehrte in die Gemeinschaft mit der Römischen Kirche zurück)

Auch die nun aufgeführten Patriarchen von Aquileia (d. h. die, die auch als solche bezeichnet werden) haben freilich später oft in anderen Städten residiert.
- Johannes I. 606–619
- Marcianus 623–628[1]
- Fortunatus I. 628–663
- Felix ab 649 (Gegenpatriarch)
- Johannes II. ab 663
- Johannes III. ab 680
- Petrus I. von Aquileia 698–700

Unter seiner Amtszeit Ende des Schismas. Es gibt nun für 750 Jahre offiziell zwei Patriarchen von Aquileia (diesen und den in Grado) in Gemeinschaft mit dem Papst.
- Serenus 711–723
- Calixtus 726–734
- unbekannt 734–762
- Siguald 762–776
- Paulinus II. 776–802
- Ursus I. 802–811
- Maxentius 811–837
- Andreas 834–844
- Venantius (Aquileia) ab 850
- Theutmar ab 855
- Lupus I. ab 855
- Walpert 875–899
- Fredericus I. 901–922
- Leo 922–927
- Ursus II. 928–931
- Lupus II. 932–944
- Engelfred 944–963
- Radoald, auch Rodoald, 963–984[2]
- Johannes IV. von Ravenna 984–1017[3]
- Poppo 1019–1042 (Otakare)
- Eberhard 1043–1048
- Gotebald (Godwalt, Gotapolt) 1049–1063
- Ravengerius (Rawenger) 1063–1068
- Sigehard von Beilstein (Sighard) 1068–1077 (Sieghardinger)
- Heinrich 1077–1084
- Swatobor Friedrich von Böhmen 1084–1085
- Ulrich I. von Eppenstein 1086–1121
- Gerard I. Primiero 1122–1128
- Egilbert um 1129
  - Ulrich von Ortenburg 1130–1132 (Elekt, nicht bestätigt)

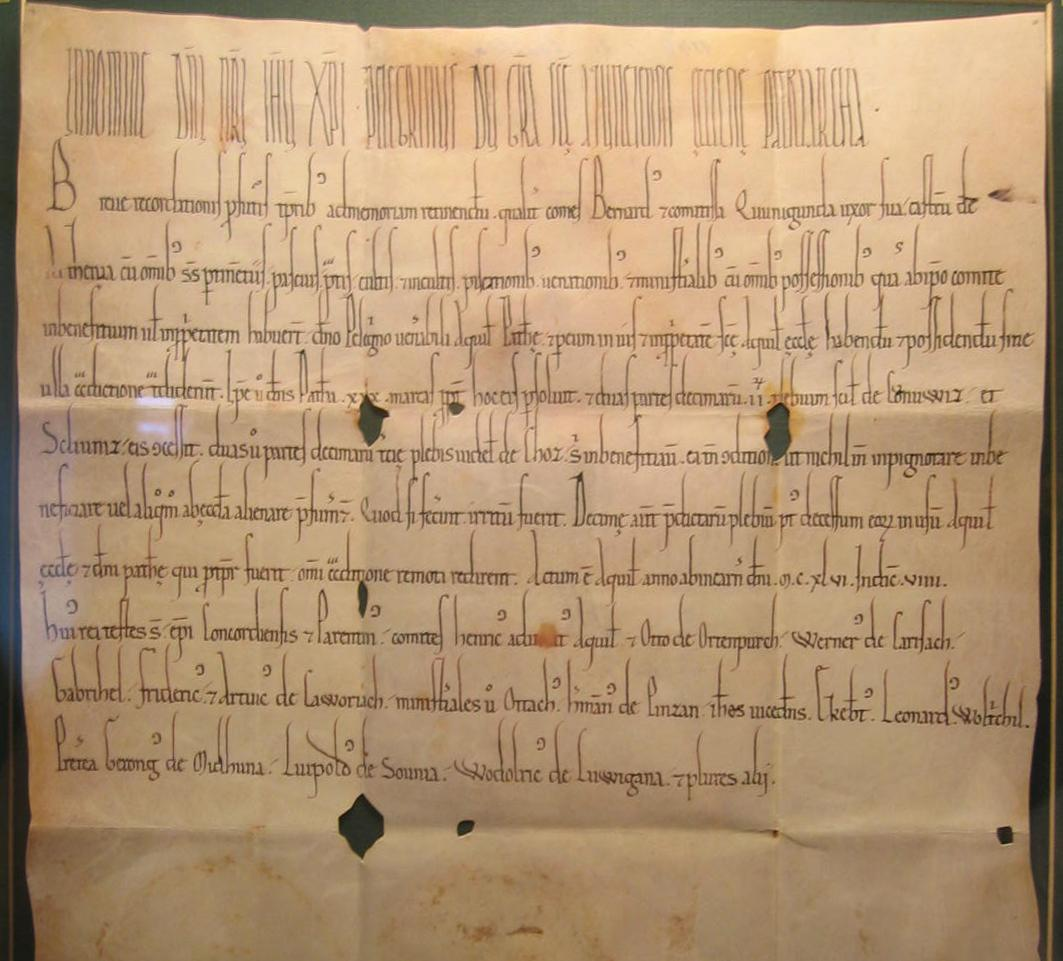
In dieser Urkunde des Patriarchen von Aquileia von 1146 erscheint ein „Wodolricus de Luwigana“, womit zum ersten Mal das spätere Ljubljana genannt wird.

- Pilgrim I. von Spanheim 1130/32–1161 (Spanheimer Herkunft nicht gesichert)
- Ulrich II. von Treffen 1161–1181
- Gottfried 1182–1194
- Pilgrim II. von Dornberg 1195–1204
- Wolfger von Erla 1204–1218
- Berthold von Andechs-Meranien 1218–1251
- Gregorio von Montelongo 1251–1269
- Philipp von Spanheim 1269–1273
- Raimondo della Torre 1273–1299
- Pietro II. Gerra 1299–1301
- Ottobuono von Razzi 1302–1315
- Cassone della Torre 1316–1318
- Pagano della Torre 1319–1332
- Bertram von St. Genesius 1334–1350
- Nikolaus von Luxemburg 1350–1358
- Ludwig I. von Torre 1359–1365
- Marquard I. von Randeck 1365–1381
- Philipp II. von Alençon 1381–1387
- Johann V. Sobieslaw von Mähren 1387–1394
- Antonio I. Gaetani 1394–1402
- Antonio II. Panciera 1402–1412
  - Antonio III. von Ponte 1409–1418 (1409–1412 Gegenpatriarch)
- Ludwig von Teck 1412–1439
- Ludwig III. Scarampi-Mezzarota 1439–1465
  - Lorenz von Lichtenberg 1444–1446 (Gegenpatriarch)
- Marco I. Barbo 1465–1491
- Ermolaio I. Barbaro 1491–1493
- Niccolo II. Donati 1493–1497
- Domenico Grimani 1498–1517
- Marino Grimani 1517–1529
- Marco II. Grimani 1529–1533
- Marino Grimani (2. Mal) 1533–1545
- Giovanni VI. Grimani 1545–1550
- Daniel I. Barbaro 1550–1574
- Aloisio Giustiniani 1574–1585
- Giovanni VI. Grimani (2. Mal) 1585–1593
- Francesco Barbaro 1593–1616
- Ermolaio II. Barbaro 1616–1622
- Antonio IV. Grimani 1622–1628
- Agostino Gradenigo 1628–1629
- Marco III. Gradenigo 1629–1656
- Hieronimo Gradenigo 1656–1658
- Giovanni VII. Dolfin 1658–1699
- Dionisio Dolfin 1699–1734
- Daniele Dolfin 1734–1752 (danach Erzbischof von Udine)

Das Patriarchat wird auf die Erzbistümer Udine und Görz aufgeteilt. Der Titel wird mit dem Patriarchat von Venedig zusammengeführt.

## Titularerzbischöfe von Aquileia
Seit 1969 wird Aquileia als Titularerzbistum vergeben: siehe Titularerzbistum Aquileia.